# ラスト・ワルツ
『ラスト・ワルツ』 (The Last Waltz) は、アメリカ合衆国のロックバンド、ザ・バンドが1976年11月25日に米国カリフォルニア州サンフランシスコのウインターランド（Winterland Ballroom）で多数のゲストとともに行った解散ライブの名称、記録映画、およびサウンドトラック・アルバム。

## 概要

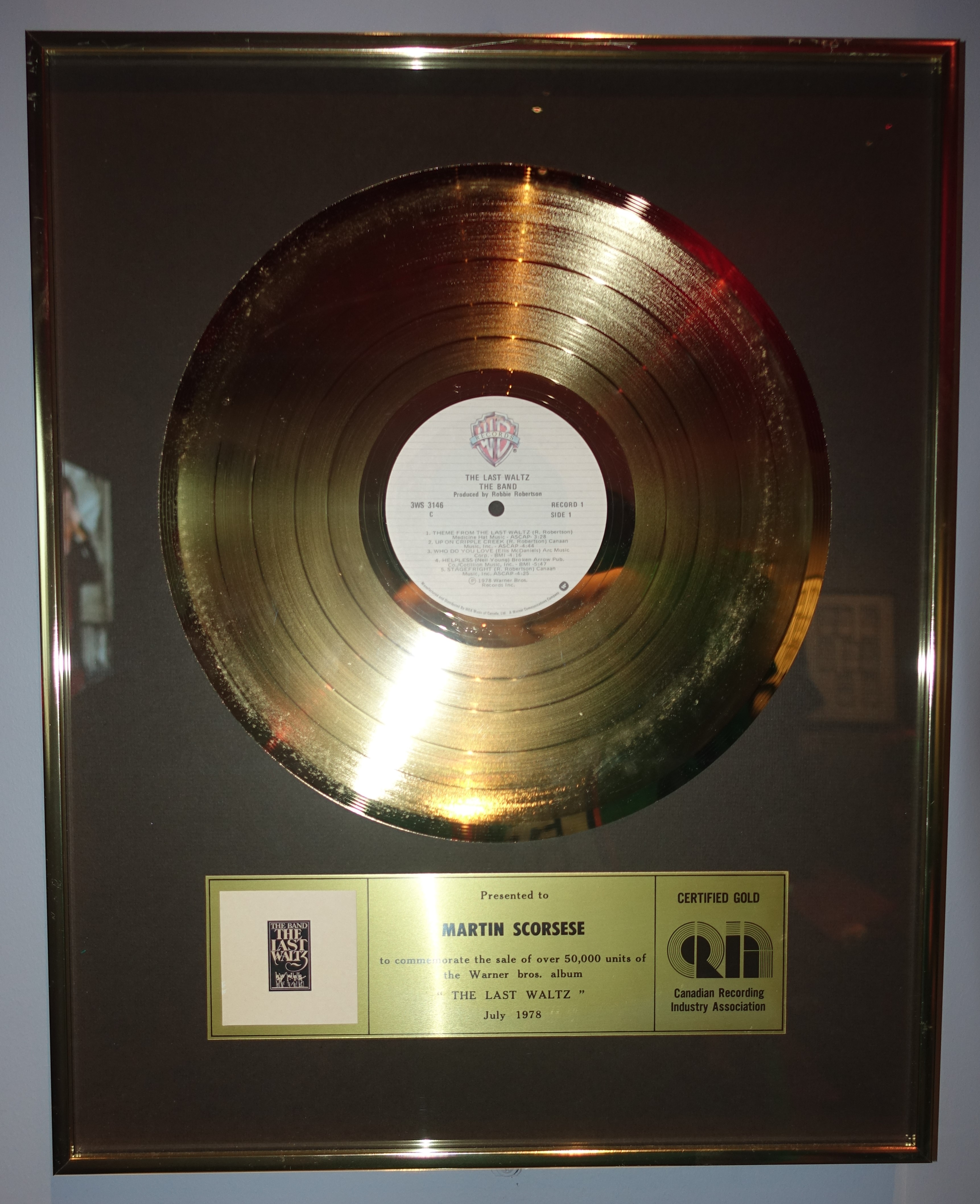
ザ・バンド『ラスト・ワルツ』のアルバム盤に対してミュージック・カナダ（旧：カナダレコード協会）が授与したゴールドディスクのレコード。これはマーティン・スコセッシ監督に授与されたもの。

このイベントは、ザ・バンドのリーダーでありギタリストであったロビー・ロバートソンと、ザ・バンドのマネージャー・チームが独断で物事を進めていた。事の発端は、ロバートソンがツアー生活に疲れたため、豪華なゲストを招いたライブを行い、そのライブでライブ活動を終了し、以後はレコーディング活動のみ行って行きたいと決断したのが始まりであった。しかし、ロバートソン以外のメンバーはその考えに賛同できなかった。特に、ドラム、ボーカルのリヴォン・ヘルムは、「そんなもの全くやりたくなかったし、まだツアーを続けたかった」と後で話している。結果、ゲストにメンバーの憧れの存在であったマディ・ウォーターズを呼ぶことで事なきを得たが、この事によってロバートソンと他のメンバーの間に確執が生まれてしまい、後の再結成の際には、ロバートソンは参加しなかった。
同イベントのチケットは25ドル。当時大御所ミュージシャンのライブでもチケットの値段は10ドル弱だったので、かなりの高額である。当日までゲストはシークレットだったためチケットは売れ残り、当日券の販売もあった。
当日は感謝祭の日であったため、観客には花が配られ、最初の1時間はワルツを踊った。また、豪華なディナーも用意されていた。
ゲストにニール・ダイアモンドが呼ばれているが、ロビー・ロバートソンがアルバム1枚をプロデュースしただけで、他のメンバーとは深い親交を持っていない。ヘルムは、開催直前まで「彼を呼ぶ必要性はないんじゃないか」とロバートソンに訴えていたが、結局ヘルムの反対を押し切り参加した。
ボブ・ディランは、同イベントの映画公開時期が自身主演の映画『レナルド&クララ』と同時期であることを理由に、自分が出演するステージの撮影を拒否したが、交渉の末、最後の「いつまでも若く」と出演者全員でのフィナーレである「アイ・シャル・ビー・リリースト」の2曲のみ許可が下りた。しかし、いざステージが始まると、ディランには想像以上の歓声が起こり、上機嫌になったディランは「いつまでも若く」とメドレーで「連れてってよ」を演奏してしまう。「連れてってよ」はザ・バンドがザ・ホークス名義でディランのバック・バンドを務めていた時期にもよく演奏された曲であった。ディランのマネージャー・チームは、「連れてってよ」のスタートと同時にカメラを止めろと指示を出すが、それを見ていたコンサート・プローモーターであったビル・グレアムがマネージャーに「黙れ!!」と一喝し、撮影を続行。結果、ディランもこのシーンの公開を許可した。これは、長年活動したバンドへのディランによる粋な計らいなのではないかとも言われているが、真相は謎のままである。
ロバートソンとスコセッシとの間で、映画の時間の都合上、マディ・ウォーターズの出演を見合わせることが決まった。ヘルムはそれに強硬に反対したため、最終的に出演となった。ヘルムはこの際、マディと二人でニューヨークでラスト・ワルツをやると言って抗議したという。マディは「カルドニア」と「マニッシュ・ボーイ」の2曲をやっているが、手違いによりカメラが1台しか回っておらず、マディのステージへの登場と退出場面などが映像として残らなかった。
同イベントはマーティン・スコセッシ監督の下、1978年に映画化されたほか、ロビー・ロバートソン監修でLP3枚組のサウンドトラックとしても発売された。しかし収録時間の関係上、当日演奏された楽曲の3分の1程度しか収録されなかった。しかも、映画のサウンドトラックという性格上、本来の「ザ・バンドのステージ→ゲストとの競演」という実際のステージの流れとは異なる順番で収録された。
開催から26年後の2002年、未発表であった音源を大量に追加したボックス・セット『ラスト・ワルツ完全版』がリリースされる。監修は同じくロバートソンであったが、このバージョンも曲順は実際のステージ通りではなかった。しかも、ザ・バンドの演奏楽曲が数曲未収録であったため、「完全版」とは言えない。このため、同イベントを完全収録した海賊盤も多発している。
オリジナル・リリース時から指摘されていたが、同映画とサウンドトラックは過剰なオーバーダビングが施されている。元々リハーサル期間も短く、ゲスト群の楽曲も覚えなければならなかったため、演奏面においては、あまり良い出来ではなかったという証言もある。特にロバートソンのギターは未編集の海賊盤と聞き比べると全く別物だという声も高い。また、映画ではジョニ・ミッチェルが「コヨーテ」を演奏しているシーンでリック・ダンコの弾くベースの音と手の動きが合っていない、などが挙げられる。
コンサートにはスコセッシの映画『タクシー・ドライバー』に出演したロバート・デ・ニーロとハーヴェイ・カイテルも客席に姿を見せた。
エリック・クラプトンは、ステージでギター・ソロを披露中、誤ってストラップを外してしまい、「繋いでくれ」とロバートソンに続きを引き継がせている。
映画公開の際、ニール・ヤングの鼻にコカインの塊が刺さっているのが分かり、後に発売されたビデオ、DVDではデジタル処理で消されている。この日のヤングは顔つきとテンションの高さから、明らかにコカインをキメているのが分かる。
出演者のほとんどは、終演後ジャパン・タウンにあるミヤコ・ホテルに泊まった。

## ゲスト・ミュージシャン
コンサート出演のゲスト・ミュージシャン
- ボブ・ディラン
- ニール・ヤング
- エリック・クラプトン
- マディ・ウォーターズ
- ヴァン・モリソン
- ドクター・ジョン
- ジョニ・ミッチェル
- ボビー・チャールズ
- ロン・ウッド
- リンゴ・スター
- ロニー・ホーキンズ
- ポール・バターフィールド
- ニール・ダイアモンド

MGMサウンドステージでの収録
- エミルー・ハリス
- ザ・ステイプル・シンガーズ

## オリジナル・サウンドトラック・アルバム
映画『ラスト・ワルツ』は1978年4月26日に公開されたが、サウンドトラック・アルバム（3枚組）は公開に先立ち、4月7日に発売された。ロビー・ロバートソンがプロデューサーを務めた。

### 収録曲
Side 1
1. ラスト・ワルツのテーマ - Theme from The Last Waltz (Robbie Robertson) - 3:28
2. クリプル・クリーク - Up on Cripple Creek (Robertson) - 4:44
3. フー・ドゥー・ユー・ラヴ - Who Do You Love? (Ellas McDaniel) - 4:16
4. ヘルプレス - Helpless (Neil Young) - 5:47
5. ステージ・フライト - Stage Fright (Robertson) - 4:25

Side 2
1. コヨーテ - Coyote (Joni Mitchell) - 5:50
2. 涙をふきとばせ! - Dry Your Eyes (Neil Diamond, Robertson) - 3:57
3. 同じことさ! - It Makes No Difference (Robertson) - 6:48
4. サッチ・ア・ナイト - Such a Night (Mac Rebennack) - 4:00

Side 3
1. オールド・ディキシー・ダウン - The Night They Drove Old Dixie Down (Robertson) - 4:34
2. ミステリー・トレイン - Mystery Train (Junior Parker, Sam Phillips) - 4:59
3. マニッシュ・ボーイ - Mannish Boy (Muddy Waters, Mel London, Ellas McDaniel) - 6:54
4. ファーザー・オン・アップ・ザ・ロード - Farther Up the Road (Don Robey, Joe Medwick Veasey) - 5:08

Side 4
1. ザ・シェイプ・アイム・イン - The Shape I'm In (Robertson) - 4:06
2. ダウン・サウス・イン・ニュー・オーリンズ - Down South in New Orleans (	J. Wright, J. Anglin) - 3:06
3. オフェリア - Ophelia (Robertson) - 3:53
4. アイルランドの子守歌 - Tura Lura Lural (That's an Irish Lullaby) (James Royce Shannon) - 4:15
5. キャラヴァン - Caravan (Van Morrison) - 6:02

Side 5
1. カーニバル - Life Is a Carnival (Rick Danko, Levon Helm, Robertson) - 4:32
2. 連れてってよ - Baby, Let Me Follow You Down (Reverend Gary Davis, Rick von Schmidt) - 3:00
3. アイ・ドント・ビリーヴ・ユー - I Don't Believe You (Bob Dylan) - 3:23
4. いつまでも若く - Forever Young (Dylan) - 4:42
5. 連れてってよ（リプライズ） - Baby, Let Me Follow You Down (Reprise) (Davis, von Schmidt) - 2:46
6. アイ・シャル・ビー・リリースト - I Shall Be Released" (Dylan) - 	6:22

Side 6
1. ザ・ウェル - The Well (Robertson) - 3:27
2. イヴァンジェリン - Evangeline (Robertson) - 3:17
3. ブルースから逃れて - Out of the Blue (Robertson) - 3:03
4. ザ・ウェイト - The Weight (Robertson) - 4:38
5. ラスト・ワルツを再び - The Last Waltz Refrain (Robertson) - 1:28
6. ラスト・ワルツのテーマ - Theme from The Last Waltz (Robertson) - 3:22